# Samurai 8: La leggenda di Hachimaru
Samurai 8: La leggenda di Hachimaru (サムライ8 八丸伝?, Samurai Eito: Hachimaruden) è un manga scritto da Masashi Kishimoto e disegnato da Akira Okubo, serializzato sul settimanale Weekly Shōnen Jump di Shūeisha dal 13 maggio 2019 al 23 marzo 2020.

## Ambientazione
La galassia sta giungendo al termine e ogni forma di vita al suo interno rischia l'estinzione totale nel giro di cento anni. Secondo alcuni maestri samurai, l'unico metodo per evitare la catastrofe è il ritrovamento del Vaso di Pandora, un artefatto ancestrale dove il dio Acala avrebbe rinchiuso il metodo per salvare ogni cosa. Prima di ciò bisogna trovare le sette chiavi per aprire il Vaso, ovvero sette samurai scelti dal dio, in grado di fermare la fine della galassia. Nell'ombra però, un'entità oscura sta cercando un secondo artefatto allo scopo di riportare la galassia al suo stato originario e autoproclamarsi così nuovo dio.

## Trama
Hachimaru è un giovane ragazzo molto debole e malato, che non può uscire di casa senza un sistema di supporto che gli consente di vivere. Un giorno, suo padre Furuta esce di casa per procurarsi una componente che, secondo lui, dovrebbe consentirgli di terminare un supporto mobile per il figlio. Rimasto solo in casa con il suo cane robotico Hayataro, Hachimaru incontra un androide con le sembianze di un gatto, che si presenta come Daruma, e che dice di essere un samurai. Nel frattempo, Furuta incontra l'uomo che possiede il componente, un ronin crudele che non si fa problemi a uccidere i suoi sottoposti. Questo rivela che i samurai ottengono il loro potere da speciali oggetti creati dal dio dei guerrieri, Acala, e che la mancata compatibilità con tali artefatti provoca la morte. Inoltre scopre che il padre di Hachimaru ha nascosto in suo figlio una speciale lama chiamata “vapm-12”, creata da un samurai, e si dirige da Hachimaru in modo da ottenerla.
A casa, intanto, Hachimaru chiede a Daruma (che si è scoperto nel frattempo essere cieco) di poter diventare un samurai, quando sopraggiunge il ronin, che ingaggia uno scontro proprio con Daruma e riesce a ferirlo. Intanto, tramite un messaggio olografico, Hachimaru scopre che suo padre è stato malmenato ed è ostaggio dei due sottoposti del ronin. Facendo leva su Furuta, il ronin dice a Hachimaru di uccidersi tramite seppuku, in modo da poter accedere alla "Vapm-12". 
Deciso a salvare suo padre, Hachimaru si uccide davanti agli occhi di quest'ultimo. Il gesto, però, fa in modo che l'artefatto di Acala accetti Hachimaru, salvandogli la vita e trasformandolo in un vero samurai. Usando i suoi nuovi poteri, il ragazzo trasforma Hayataro (che era stato distrutto dal ronin) in un Key Holder, una sorta di animale-guida, e subito dopo si scontra con il ronin, sconfiggendolo e salvando così la vita di suo padre. In seguito a ciò, Daruma decide di addestrarlo come samurai.

## Produzione
In un'intervista pubblicata il 20 agosto 2015 nel numero di ottobre di quell'anno della rivista Entermix di Kadokawa, Kishimoto parlò delle idee che aveva in mente per l'opera che lo avrebbe tenuto impegnato dopo la conclusione della sua precedente nota e longeva serie Naruto, avvenuta nel novembre 2014. Affermò che il suo nuovo lavoro sarebbe stato un manga di fantascienza e di aver già definito l'aspetto dei personaggi. Sempre in tale occasione, il mangaka aggiunse che tale fumetto non sarebbe stato necessariamente serializzato a cadenza settimanale, poiché la pubblicazione di Naruto ha sforzato molto i muscoli delle sue braccia. In una nuova intervista uscita nell'agosto 2016 su Jump Giga, Kishimoto affermò di aver già pianificato lo sviluppo della nuova opera e di essere impegnato in alcune ricerche necessarie al suo sviluppo. Nel dicembre 2017, sul palco dedicato a Boruto: Naruto Next Generations al Jump Festa 2018, Kishimoto mostrò diversi layout da lui realizzate per il nuovo manga, con un debutto pianificato per il 2018 in concomitanza del cinquantesimo anniversario dalla fondazione di Weekly Shōnen Jump.
Fu soltanto un anno dopo all'edizione seguente del Jump Festa che il nuovo fumetto, Samurai 8: Hachimaruden, venne formalmente annunciato al pubblico. Ad affiancare la storia di Kishimoto nei disegni vi sarebbe stato il suo ex assistente Akira Ōkubo e l'opera avrebbe fatto il suo debutto su Weekly Shōnen Jump nella primavera 2019. All'evento, la doppiatrice di Naruto Junko Takeuchi lesse un commento di Kishimoto, nel quale si afferma che il nuovo manga avrebbe unito il suo amore per l'estetica e la cultura giapponese insieme a quello per la fantascienza e la tecnologia. A causa di un errore di interpretazione in una intervista rilasciata da Kishimoto, si è creduto che l'opera avrebbe avuto una durata di dieci volumi, in realtà l'autore ha dichiarato che sa come andrà la storia fino al decimo volume, ma in corso d'opera e con nuove idee, la storia potrebbe essere decisamente più lunga.

## Pubblicazione
Samurai 8: La leggenda di Hachimaru è ideato, scritto e sceneggiato da Masashi Kishimoto, mentre i disegni sono a cura di Akira Ōkubo. È serializzato sul settimanale Weekly Shōnen Jump di Shūeisha a partire dal 13 maggio 2019, diventando la prima serie della rivista ad essere pubblicata nel Periodo Reiwa. Il 27 aprile 2019, nel numero doppio 22-23 di Jump è stata pubblicata un'anteprima da quattro pagine del fumetto, essendo l'ultimo numero edito nel Periodo Heisei. Il 18 marzo 2020, sul numero 17 del Weekly Shōnen Jump viene annunciata la conclusione del manga con il capitolo 43, a seguito di vendite e risposta dei lettori non incoraggianti.
Nel Nord America la serie è edita da Viz Media, che ha pubblicato il capitolo d'anteprima e la serie regolare in contemporanea all'uscita giapponese sulla piattaforma Shonen Jump, mentre Shueisha pubblica online il fumetto sulla piattaforma Manga Plus. Un'edizione italiana è stata pubblicata dal 7 ottobre 2019 da Panini Comics tramite la sua divisione Planet Manga. I diritti del manga, nonostante avesse ancora pochissimi capitoli pubblicati, sono già stati acquistati da diversi Paesi d'Europa e America, la sua pubblicazione sarà dunque in contemporanea mondiale con questi Paesi.

## Volumi
| Nº | Titolo italiano Giapponese 「Kanji」 - Rōmaji | Data di prima pubblicazione           | Data di prima pubblicazione             |
| Nº | Titolo italiano Giapponese 「Kanji」 - Rōmaji | Giapponese                            | Italiano                                |
| 1  | La prima chiave 「1つめの鍵」 - Hito-tsume no Kagi | 4 ottobre 2019 ISBN 978-4-08-882022-4 | 7 novembre 2019 ISBN 978-88-912-9140-0  |
| 1  | Capitoli - 1. La prima chiave (1つめの鍵?, Hito-tsume no Kagi) - 2. Un visitatore dal cielo (空からの訪問者?, Sora kara no hōmon-sha) - 3. Il taglio del carrarmato (戦車入刀?, Sensha nyūtō) - 4. Litigio tra padre e figlio (親子ゲンカ?, Oyako genka) - 5. Partenza (出発?, Shuppatsu) - 6. Il samurai del destino (運命の侍様?, Unmei no samurai-sama) |                                       |                                         |
| 2  | Per il bene di chi e di cosa 「誰のために、何のために」 - Dare no Tame ni, Nan no Tame ni | 4 ottobre 2019 ISBN 978-4-08-882082-8 | 19 dicembre 2019 ISBN 978-88-912-9193-6 |
| 2  | Capitoli (traduzioni letterali dei titoli) - 7. Incontro (出会い?, Deai) - 8. Prenditi il tempo (ゆっくりでよい?, Yukkuri deyoi) - 9. Insieme (ふたりで…?, Futari de...) - 10. Bersaglio acquisito (ターゲット捕捉?, Tāgetto Hosoku) - 11. Mi prendi in giro? (ふざけたマネを?, Fuzaketa Mane o) - 12. Per chi, e per quale ragione? (誰のために、何のために?, Dare no Tame ni, Nan no Tame ni) - 13. Ho visto il tuo coraggio (勇を見た?, Yū o Mita) - 14. Il segreto del padre (父の秘密?, Chichi no Himitsu) - 15. Il credo di Hachimaru (八丸の「義」?, Hachimaru no “Gi”)                                                                        |                                       |                                         |
| 3  | Kotsuga e Ryu 「コツガとリュウ」 - Kotsuga to Ryū | 4 gennaio 2020 ISBN 978-4-08-882175-7 | 23 aprile 2020 ISBN 978-88-912-9368-8   |
| 3  | Capitoli (traduzioni letterali dei titoli) - 16. Satellite in frantumi (星砕き?, Hoshi Kudaki) - 17. Kotsuga e Ryuu (コツガとリュウ?, Kotsuga to Ryū) - 18. Utilizzare con accortezza (ご利用は計画的に?, Go Riyō ha Keikaku-teki ni) - 19. Ad ogni costo!!! (何が何でも!!!?, Nani ga Nandemo!!!) - 20. Compagno (相棒?, Aibō) - 21. La spada bianca brillante (白く輝く牙?, Shiroku Kagayaku Yaiba) - 22. Ann e suo fratello (アンと兄?, An to Ani) - 23. Cosa dovrò fare? (それが何の役に立つ！?, Sore ga Nani no Yakunitatsu!) - 24. Hachimaru VS Ryou - Parte II ((八丸VS竜、再戦!!?, Hachimaru bāsasu Ryū, Saisen!!)                             |                                       |                                         |
| 4  | Compagni 「相棒」 - Aibo! | 4 marzo 2020 ISBN 978-4-08-882227-3   | 20 agosto 2020 ISBN 978-88-912-9369-5   |
| 4  | Capitoli (traduzioni letterali dei titoli) - 25. Confronto (遭遇?, Sōgū) - 26. Come un samurai (侍らしく?, Samurairashiku) - 27. Sveglio (目覚め?, Mezame) - 28. Il gran maestro Daruma (免許皆伝 達麻?, Menkyokaiden Daruma) - 29. Il passato di Hashima (義常の義?, Yoshitsune no Gi) - 30. Infitrazione (潜入?, Sen'nyū) - 31. Non è quello che avevamo pattuito!! (話が違う!!?, Hanashi ga Chigau!!) - 32. Tempo limite (タイムリミット?, Taimu Rimitto!) - 33. Compagno (相棒?, Aibo!) |                                       |                                         |
| 5  | 「パンドラの箱」 - Pandora no Hako – "La prossima stella cadente" | 13 maggio 2020 ISBN 978-4-08-882281-5 | 19 novembre 2020 ISBN 978-88-912-9643-6 |
| 5  | Capitoli (traduzioni letterali dei titoli) - 34. Scaricare la licenza (免許ダウンロード?, Menkyo Daunroodo!) - 35. Wabi-Sabi (侘び寂 び?, Wabi-Sabi!) - 36. Hanaichi e Goku (花はな一いちと五ご空くう?, Hanaichi to Goku!) - 37. Rivali (ライバル?, Raibaru!) - 38. Ann e Hachimaru e Goku (アンと八丸と悟空?, Ann to Hachimary to Goku!) - 39. Attacco a sorpresa (奇襲攻撃?, Kishū kōgeki!) - 40. Compagno catturato (支えの喪失?, Sasae no Sōshitsu!) - 41. Nanashi il Samurai (侍・七志 ?, Samurai・Nanashi!) - 42. La nuova stella sta brillando (次の流れ星?, Tsugi no Nagareboshi!) - 43. Il Vaso di Pandora (パンドラの箱?, Pandora no Hako!) |                                       |                                         |